# La Croix-Blanche
 La Croix-Blanche  es una población y comuna francesa, en la región de Aquitania, departamento de Lot y Garona, en el distrito de Agen y cantón de Laroque-Timbaut.

## Demografía
| 409 | 379 | 466 | 635 | 714 | 746 |
| Para los censos de 1962 a 1999 la población legal corresponde a la población sin duplicidades (Fuente: INSEE [Consultar]) |     |     |     |     |     |